# Праздники Израиля
В Государстве Израиль широко, на государственном уровне, отмечаются только еврейские религиозные и национальные праздники. Общегосударственные праздники отмечаются по еврейскому календарю, в котором год начинается в сентябре-октябре, а месяцы примерно соответствуют лунному циклу. В связи с этим, праздничные даты смещаются в определённых пределах год от года. Поскольку даты в еврейском календаре сменяются с заходом солнца, то все праздники, включая нерелигиозные, наступают вечером накануне основного дня праздника и заканчиваются через сутки тоже вечером.
Тем не менее для верующих, принадлежащих различным религиям и религиозным конфессиям, статус праздничных дней имеют также и их религиозные и национальные праздники.

## Праздники и особые дни по месяцам

### Тишрей
- 1-2 — Рош Ха-Шана (Еврейский Новый год) (общий выходной 2 дня)
- 3 — Пост Гедалии
- 10 — Йом-Киппур (Судный День) (общий выходной 1 день)
- 15 — Суккот (Праздник кущей / шалашей) — 1-й день (общий выходной)
- 16-20 — Хол ха-моэд (полупраздник) Суккот (выходной в государственных учреждениях, остальные организации работают полдня)
- 21 — Хошана-Раба (короткий рабочий день)
- 22 — Симхат-Тора / Шмини-Ацерет (последний день Суккот) (общий выходной)

### Хешван
- 12 — День памяти убийства премьер-министра Ицхака Рабина (рабочий день)

### Кислев
- 25 — Ханука (до 2-го Тевета) (выходные в государственных учреждениях)

### Тевет
- 10 — Десятое тевета, День общего поминовения (рабочий день)

### Шват
- 15 — Ту би-Шват («Новый год деревьев») (рабочий день)
- 30 — День семьи (быв. День матери) (рабочий день)

### Адар
- 7 — День поминовения незахороненных солдат (рабочий день)
- 13 — Пост Эсфири (рабочий день)
- 14 — Пурим (выборочный выходной)
- 15 — Шушан Пурим (выборочный выходной в Иерусалиме)

### Нисан
- 15-21 — Песах (1-й и последний дни — выходные, остальные — выходные в госучреждениях, другие организации работают полдня)
- 22 — Мимуна (рабочий день)
- 27 — День памяти жертв Холокоста (рабочий день)

### Ияр
- 4 — День памяти погибших в войнах Израиля и в терактах (короткий рабочий день)
- 5 — День независимости (выходной)
- 14 — Песах шени (рабочий день)
- 18 — Лаг ба-Омер (33-й день Омера) (рабочий день)
- 26 —  День спасения и освобождения
- 28 — День Иерусалима (рабочий день)

### Сиван
- 5/6/7 — Шавуот (Пятидесятница — 50-й день Омера) (выходной)

### Таммуз
- 17 — Семнадцатое тамуза (Юд Заин Бе Тамуз или Пост 17-го Тамуза) (рабочий день)

### Ав
- 9 — Девятое Ава (Пост 9-го Ава) (выборочный рабочий день)
- 15 — Пятнадцатое ава (Ту бэ-Ав или День влюбленных) (рабочий день)